# Regionaler Naturpark Aveto
Der Regionale Naturpark Aveto (italienisch Parco Naturale Regionale dell’Avvento) ist ein unter Naturschutz stehender Regionalpark in der italienischen Metropolitanstadt Genua in Ligurien. Er wurde 1995 gegründet und umfasst Gebiete der Gemeinden Santo Stefano d’Aveto, Rezzoaglio, Borzonasca, Mezzanego und Ne auf einer Gesamtfläche von 3018 Hektar.
Der Park befindet sich in dem biologisch wichtigsten Abschnitt des Ligurischen Apennins. Mit der Einrichtung des Naturparks soll die geologische Vielfalt und der Artenreichtum der Flora und Fauna erhalten werden. Nicht zuletzt sollen auch die Funde der ersten antiken Siedlungen auf diesem Gebiet geschützt werden.

## Spezifikationen
Die Fläche des Parks (3018 Hektar) ist in folgende Gebiete unterteilt:
- Allgemeines, gerichtetes Reservat (Riserva Generale Orientata, RGO): 1340 ha
- Schutzgebiet (Aree di Protezione, AP): 1606 ha
- Entfaltungsgebiet (Aree di Sviluppo, AS): 45 ha
- Naturmonument (Monumento Naturale, MN): 27 ha

Die Unterteilung des Naturparks soll eine größere Effizienz beim Schutz und der Entwicklungsförderung, bei maximaler Besucherkapazität, ermöglichen. In der Riserva Generale Orientata soll sich die Natur entfalten können, wird jedoch unter menschlicher Aufsicht in eine bestimmte Landschaftsform gelenkt. Beispielsweise wird in diesem Gebiet der Vormarsch einer bestimmten Pflanzenart aufgehalten, um das ursprüngliche Landschaftsbild zu erhalten. Allein zu diesem Zweck ist das Eingreifen in die Natur dieses Reservatabschnitts gestattet.
Im Gegensatz dazu wird als Monumento Naturale lediglich ein ganz spezifisches Naturelement und sein unmittelbares Umfeld unter Schutz gestellt. Solche Naturelemente haben „einen Besonderheits- oder Einzigartigkeitswert aufgrund ihrer innewohnenden Seltenheit,  ihrer repräsentativen und ästhetischen Qualitäten oder aufgrund ihrer kulturellen Bedeutung“. Naturmonumente des Regionalen Naturparks Aveto sind beispielsweise der Riesenmammutbaum von Allegrezze und die Buche Faggio 40.
Die Aree di Sviluppo zeichnen sich durch ein schützenswertes Landschaftsbild aus, in das Bauwerke (historische Siedlungen, Burgen, Kirchen etc.) von besonderem Interesse integriert sind. In diesem Bereich befinden sich auch oft Informations- und Serviceeinrichtungen für die Besucher. Die Aree di Protezione umfassen hingegen Bereiche des Parks, die von der menschlichen Präsenz gekennzeichnet sind. Hier finden sich kleinere Dörfer und landwirtschaftliche Nutzflächen von besonderem historischen oder landschaftlichen Wert.
Allgemein ist zu erwähnen, dass die spezifische Unterteilung der Regionalparksoberflächen in unterschiedliche Schutztypen in Italien nicht einheitlich ist und eine landesweite Standardisierung noch aussteht.
Der Sitz der Parkverwaltung befindet sich in der Gemeinde Rezzoaglio. Präsident des Regionalen Naturparks Aveto ist Giuseppino Maschio (Beauftragter der Gemeinde Borzonasca). Der Park unterhält eine Partnerschaft zum Schweizer Parco delle Gole della Breggia.

## Geschichte

Römische Brücke bei Santo Stefano d’Aveto

Die Region um den Naturschutzpark hat eine aus anthropologischer Sicht sehr alte Geschichte. Die ältesten menschlichen Spuren sind ungefähr 7000 Jahre alt (entspricht dem Mesolithikum). Sie stammen aus der Zeit, als die regionalen Stämme aus den Tälern ihre Jagdgebiete auf die wildreichen Höhenlagen des heutigen Schutzgebietes ausweiteten und damit begannen, in größerem Ausmaß Weidetiere zu halten. Durch die dafür notwendig gewordene Abholzung der Tannenwälder konnten Buchengehölze Fuß fassen, welche auf Grund günstiger klimatischer Verhältnisse nach und nach die Nadelhölzer verdrängten. Das Gebiet wurde wegen der hohen Kampfbereitschaft der Ligurer von den Römern nur mühsam kolonisiert.
Erste Schriftstücke mit Bezug zur Region des heutigen Parks gehen auf das Mittelalter zurück. In ihnen werden Fragen zur Bebauung und Schenkung von Grundbesitz behandelt. Um das Jahr 1000 begannen die Mönche von San Pietro in Ciel d'Oro der einheimischen Bevölkerung das Evangelium und landwirtschaftliche Techniken zu lehren. Außerdem werteten sie mit der Urbarmachung einiger Gebiete und dem Anlegen zahlreicher Pflanzungen die Region auf. Nachdem die Täler lange Zeit unter der Kontrolle verschiedener Lehnsherren waren (den Malaspina, De Mileto und den Fieschi), wurde 1797, mit deren Unterdrückung, das Territorium der Republik Genua zugesprochen. Während des Risorgimento widerfuhr der Region das gleiche Schicksal wie der Stadt Genua und in Folge jenes des vereinigten Italien.
Während des Zweiten Weltkriegs waren die Täler des heutigen Naturparks Schauplätze erbitterter Partisanenkämpfe. Nachdem die Partisanen anfangs noch die Berge als Rückzugsgebiete nutzten, stießen sie gegen Ende des Kriegs immer weiter gegen die Dörfer der Küstengebiete vor.
1995 wurde der Naturpark mit dem Regionalgesetz Nummer 12/1995 unter der offiziellen Bezeichnung Parco Naturale Regionale dell’Aveto gegründet. Seitdem sind an den Parkgrenzen keine Veränderungen vorgenommen worden.

## Die Täler des Parks

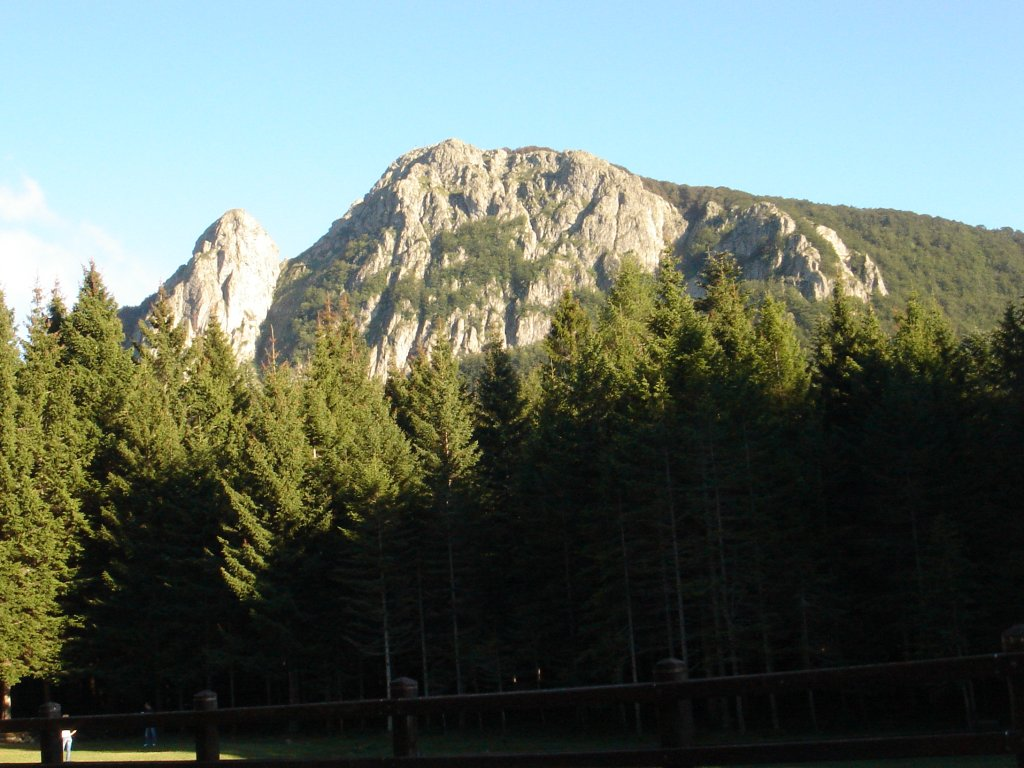
Der Monte Penna

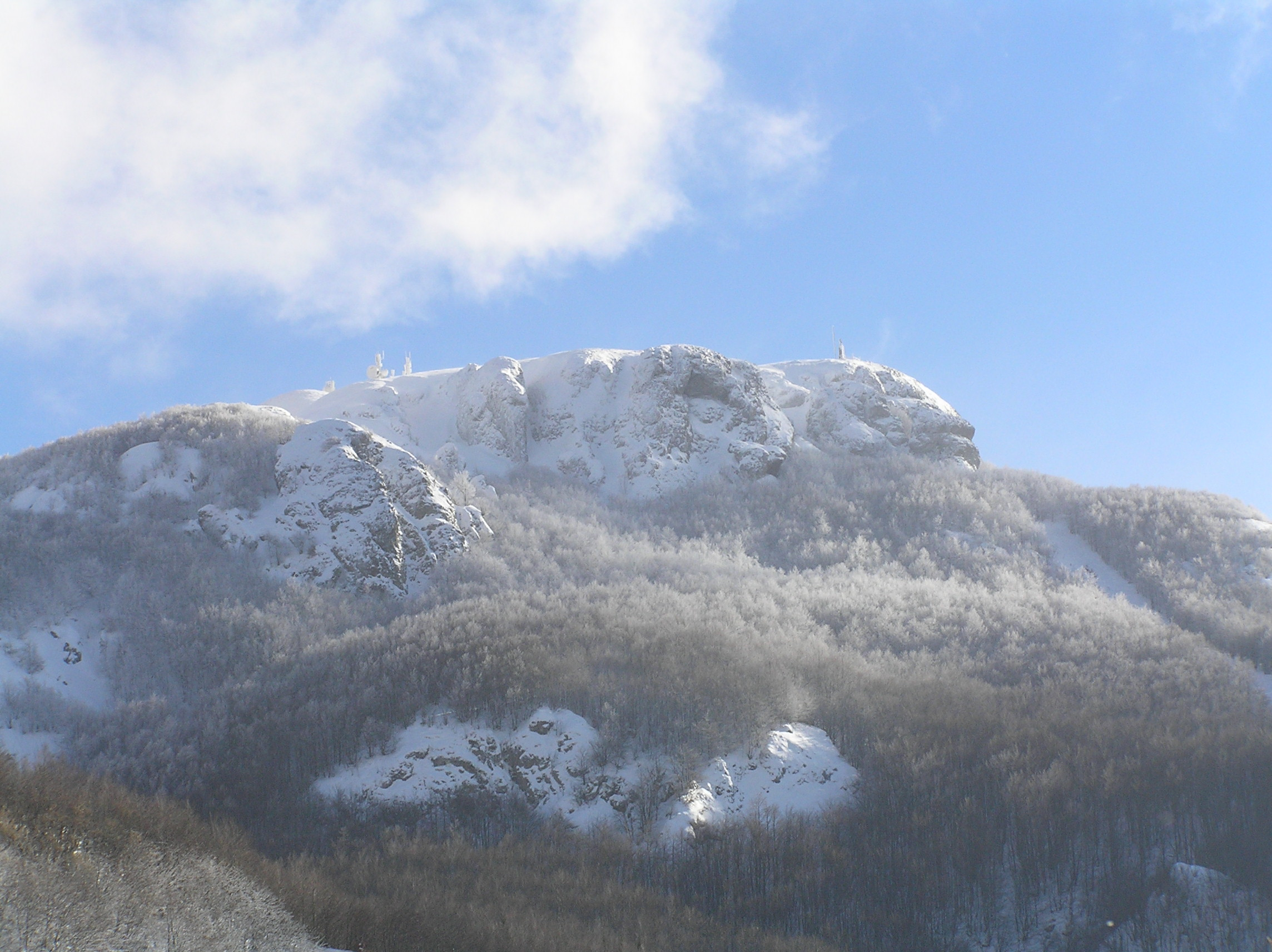
Der Monte Maggiorasca

Das Gebiet des Naturparks ist von drei morphologisch sehr unterschiedlichen Tälern durchzogen.

### Das Avetotal
Das Avetotal (Val d’Aveto), das durch den gleichnamigen Fluss gebildet wird, ist von einigen der höchsten Berge des ligurischen Apennins eingeschlossen: dem Monte Maggiorasca (mit 1804 Metern der höchste Berg der Metropolitanstadt Genua), Monte Penna (1735 Meter), Monte Groppo Rosso (1593 Meter) und dem Monte Aiona (1701 Meter). Das Tal zeichnet sich durch Hochlandschaften mit zahlreichen Weiden inmitten von weitläufigen Buchenwäldern aus. Die Rinderzucht im Avetotal hat die Landschaft nachhaltig geprägt.
Das Tal ist ein wichtiges Reiseziel im Hinterland von Tigullien, im Sommer wegen des kühlen Klimas, im Herbst zur Pilzsuche und im Winter zum Skifahren (Skilanglauf, Alpinski und Tourenskilauf). Das Tal wird durch den Fluss Aveto und viele kurze Nebenflüsse gebildet, welche zum Großteil Sturzbachcharakter haben; der größte von ihnen ist der Bach Gramizza.

### Das Sturlatal
Im Sturlatal (Valle Sturla) wachsen am Oberlauf der Sturla hauptsächlich Kastanien, im weiteren Verlauf dann Nuss- und Olivenbäume. Zwischen diesen sind Weiden und Gemüsegärten zu finden. Der das Tal durchfließende Sturlabach mündet in Nähe des Meeres in den Bach Lavagna. Das Tal weist somit auf wenigen Kilometern Länge eine große landschaftliche Vielfalt auf: sowohl Quellen und Berglandschaften, als auch klimatisch mildere, küstennahe Landschaftsformen, mit sanfteren Hügeln und Ebenen am Unterlauf. Die Sturla, nach der das Tal benannt ist, wird seit langer Zeit zur Stromgewinnung genutzt.

### Das Gravegliatal
Das Gravegliatal (Val Graveglia) hat von allen drei Tälern die interessanteste Geschichte. Die charaktergebenden Geo- und Felsformationen haben die Böden mit Mineralien angereichert, welche die Schaffung einer besonderen Umwelt ermöglichten, indem die spezifischen Nährstoffe eine sich aus dem Landschaftsbild Liguriens abhebende Vegetation förderten.
Gleichzeitig werden die antiken Einflüsse des Menschen auf diese Umwelt deutlich. Im Tal befinden sich zahlreiche Steinbrüche und Bergstollen, in denen seit vielen Jahren Rohstoffe abgebaut werden. Das Val Graveglia ist Ziel vieler Geologen und Speläologen, aber auch vieler Touristen. In der ländlichen Umgebung haben sich traditionelle Produkte aus Oliven, Weintrauben, Kastanien und Gemüse sowie kleine charakteristische Dörfer aus alter Zeit erhalten. Der namensgebende Gravegliabach mündet ebenfalls in die Lavagna und hat als größten Zufluss die Reppia.

## Flora

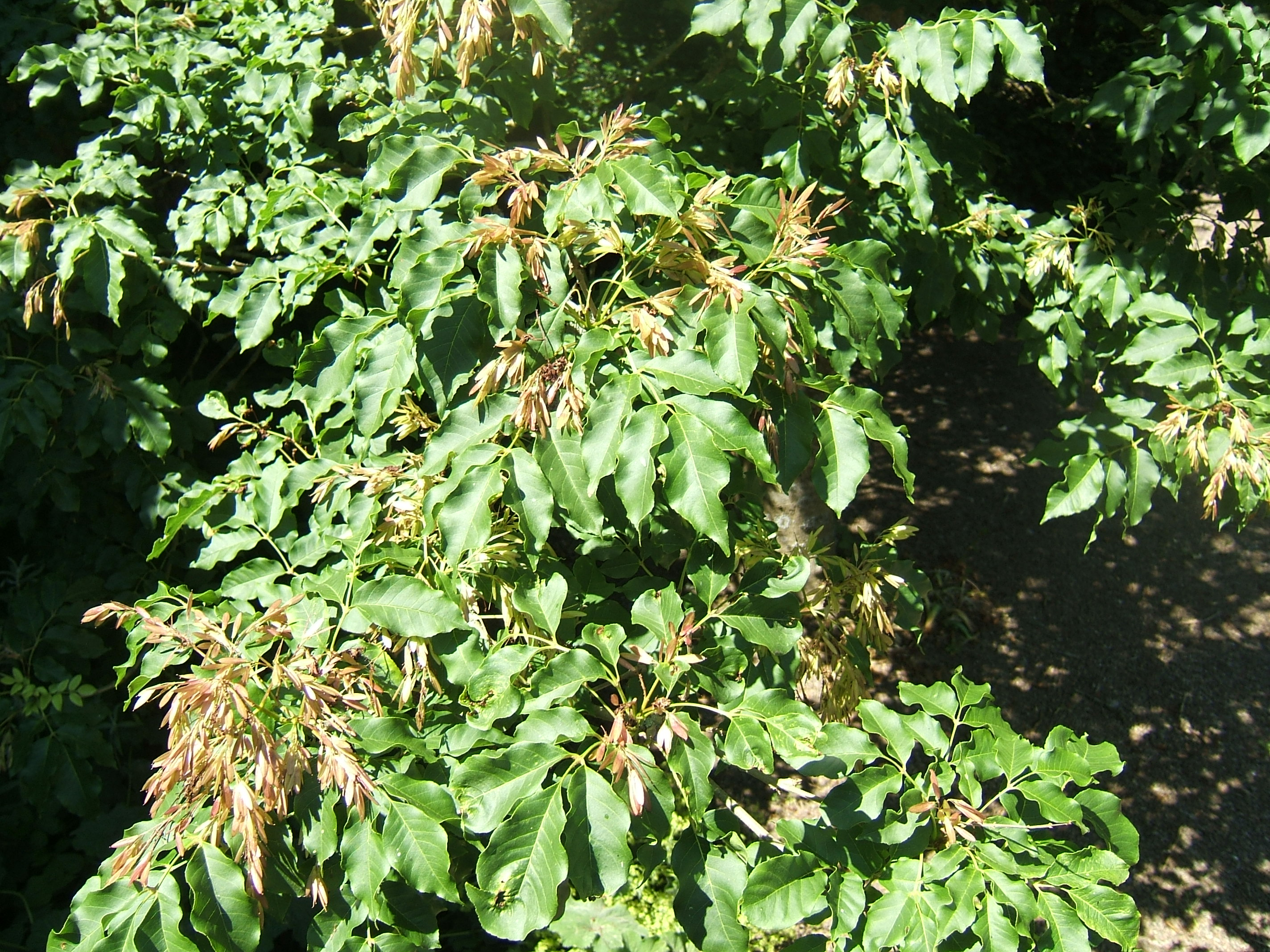
Eine Manna-Esche (Fraxinus ornus)

Dank seiner großen Vielfalt an Böden, Landschaften und Mikroklimata besitzt der Park eine mannigfaltige Pflanzenwelt.
Im Laufe der Jahrhunderte hat der Mensch durch Landwirtschaft und Viehzucht das Bild der drei Täler stark verändert. So sind im Park zahlreiche, künstlich geschaffene Wiesen, Weiden, Terrassenkulturen, Kastanienwälder und Haselnusspflanzungen zu finden. In den Wäldern trifft man auf Buchen, Eichen und Manna-Eschen sowie an den Wasserläufen auf Weiden und Erlen.
Im Park stehen einige Bäume, die nach dem Regionalgesetz Nummer 4/1999 zu Naturdenkmalen erklärt wurden: die Zypresse von Borzone und die Kastanie von Poggio (in der Nähe von Borzonasca), die Flaumeiche von Gòsita (Gemeinde Ne), der Riesenmammutbaum von Allegrezze (Gemeinde Santo Stefano d’Aveto) und die Buche des Monte Zatta (auch Faggio 40 genannt, in Nähe der Gemeinde Mezzanego).
Auf dem Territorium des Avetoparks sind 39 endemische Arten anzutreffen (wobei sich der Endemismus bei den meisten Arten über die Parkgrenzen hinaus erstreckt, zumeist auf die angrenzenden Regionen des Alpen- und Apenningebirges), darunter die Primel Primula microdonta, die Alpen-Akelei (Aquilegia alpina), die Teufelskralle Phyteuma serratum, das Asterngewächs Robertia taraxacoides und Salzmanns Ginster (Genista salzmannii). Daneben existieren eine große Anzahl pflanzlicher Relikte aus der Eiszeit. Als Beispiel seien der Alpenwinterfarn (Woodsia alpina), verschiedene Arten von Torfmoosen (Sphagnum), die Österreichische Gämswurz (Doronicum austriacum), das Apennin-Windröschen (Anemone apennina), die Sumpfdotterblume (Caltha palustris), das Zweiblütige Veilchen (Viola biflora) und der karnivore Rundblättrige Sonnentau (Drosera rotundifolia) angeführt.
Zu den Sträuchern des Parks zählt u. a. der Buchsbaum. Zusammen mit dem seltenen Saumfarn (Cheilanthes marantae), besiedelt er Gebiete mit Serpentinit-Gestein, die aufgrund des hohen Magnesium- und Chromgehalts von vielen Pflanzenarten gemieden werden. Am Ausgeprägtesten findet sich diese Vegetation auf dem Monte Bossea wieder, der von einem „Buschwald“ (Macchie) geradezu überzogen ist.

## Fauna
Die ausgedehnten Wälder des Territoriums haben sowohl in der Vergangenheit wie auch in der Gegenwart eine hohe Biodiversität ermöglicht. Die Fauna des Parks ist typisch für den Apennin. Die Spezies von höchstem touristischen Interesse sind sicherlich der Apenninwolf und das Rotwild. Beide hatten sich, nachdem sie in der Region nahezu ausgestorben waren, wieder im Park angesiedelt und stellen die einzigen Vertreter der größeren Säugetiere im Reservat dar.

### Säugetiere

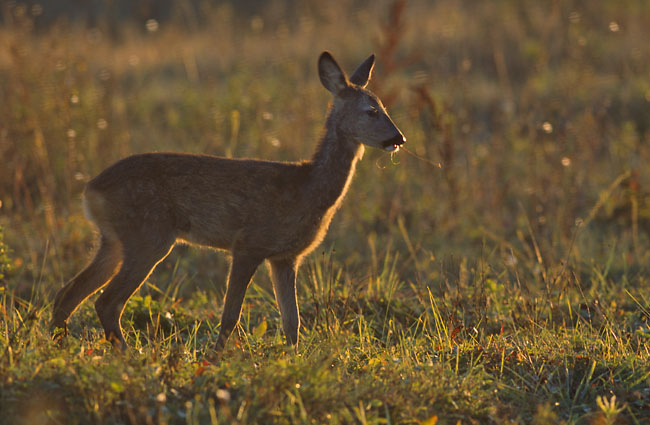
Reh (Capreolus capreolus)

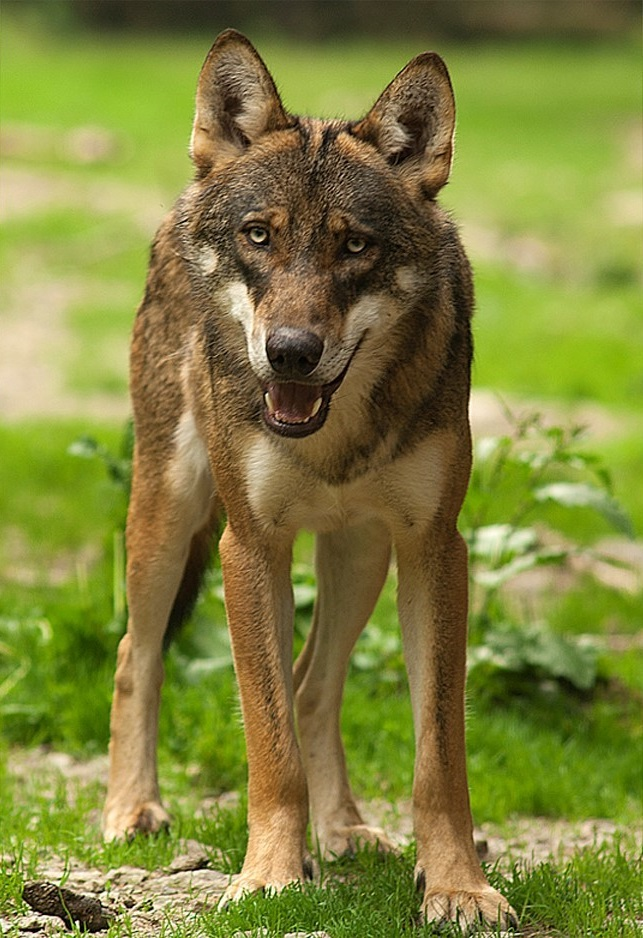
Apenninwolf (Canis lupus italicus)

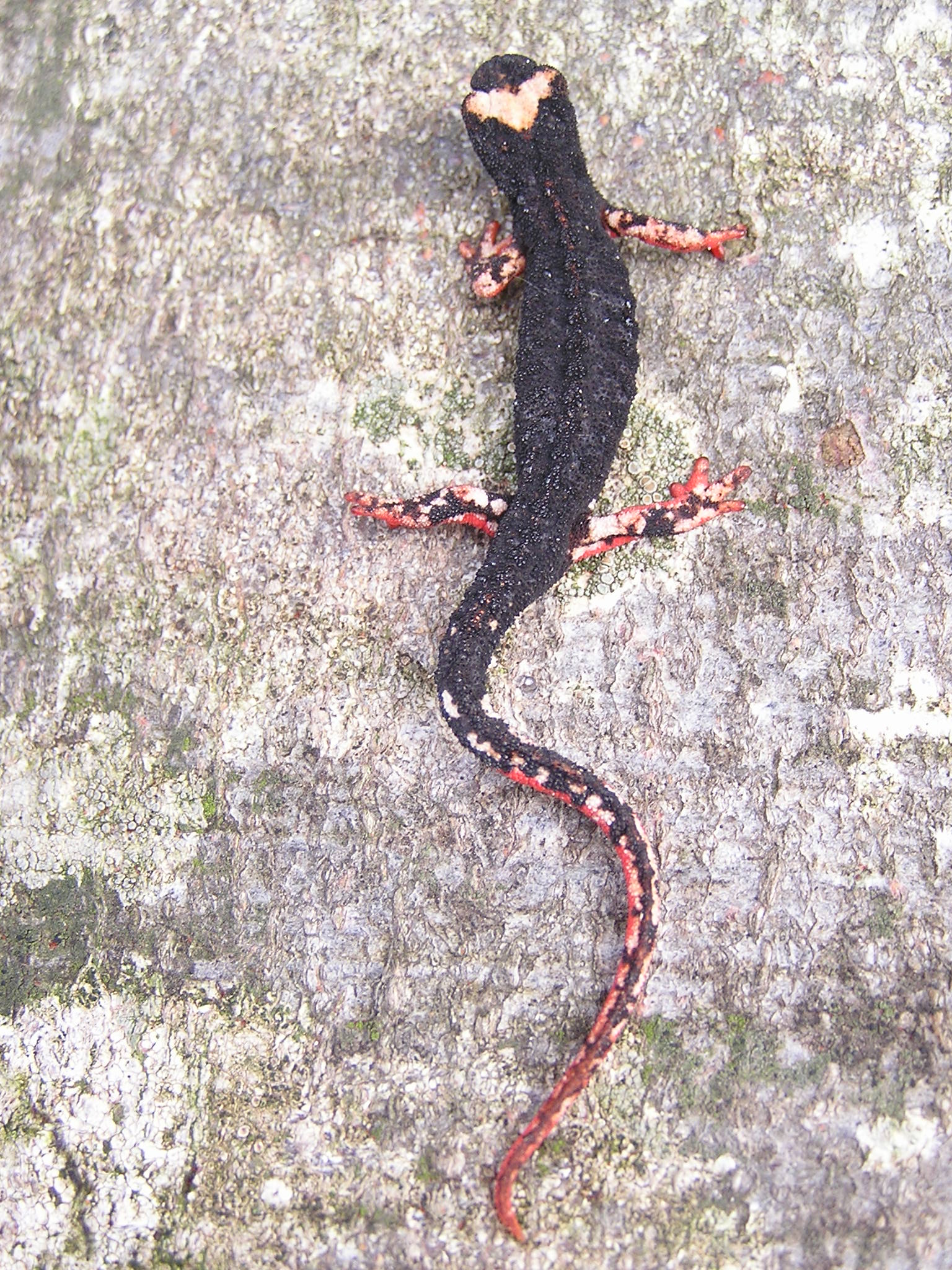
Brillensalamander (Salamandrina terdigitata)

Der Wolf hat die Region erst in jüngster Vergangenheit wieder besiedelt. Durch die Schutzräume und Rückzugsgebiete in den teilweise unzugänglichen Apenninen hat sich die Population stark erholt und beginnt sich auch in die Alpenregion auszudehnen. Die Rückkehr des Wolfes hängt stark vom Rehbestand in der Region ab, welches das Hauptbeutetier darstellt. In den letzten Jahren wurden verstärkt Versuche unternommen, Rehe auf dem Areal des Aveto anzusiedeln, um das natürliche Gleichgewicht zu stärken. In größerer Anzahl sind im Park Wildschweine, Füchse, Steinmarder und Eichhörnchen anzutreffen. Seltener sind dagegen Dachse, Iltisse und Hasen. Zu den Kleinsäugern des Parks zählen Siebenschläfer, Maulwürfe, Hasel-, Schnee-, Feld- und Wühlmäuse.

### Vögel
Die Vögel von größerer Bedeutung sind der Steinadler, der Habicht, der Schlangenadler, der Turmfalke und der Mäusebussard. Daneben sind im Park aber auch Rotschwänze, Felsenschwalben, Buchfinken, Bachstelzen, Stieglitze, Eichelhäher, Wiedehopfe, Kuckucke und Drosseln anzutreffen. Insgesamt nisten auf dem Gebiet des Avetoparks mehr als 60 Vogelarten. Der Facettenreichtum der Vogelwelt wird durch die Großzahl unterschiedlicher Mikroklimata begünstigt.

### Amphibien und Fische
Zu den Amphibien zählen im Regionalen Naturpark Aveto Brillensalamander (welche endemisch nur im Apenningebirge vorkommen), Höhlensalamander und Grasfrösche. Die vielen Feuchtgebiete und Wasserläufe mit bester Wasserqualität fördern die Vermehrung und Verbreitung der Amphibien. Die gute Wasserqualität wird durch die Anwesenheit von Dohlenkrebsen angezeigt, die sich nur in reinsten Gewässern vermehren können.

## Geologie
Das heutige Landschaftsbild des Naturparks ist ein Resultat größerer tektonischer Bewegungen, im Zusammenhang mit der Orogenese des nördlichen Apenningebirges, und darauffolgender Gletscherbildungen im Quartär, welche eine Gruppe kleiner, intramoränischer Glazialseen schufen. Der Monte Aiona und der Monte Penna bestehen hauptsächlich aus Ophiolithgestein, welches ursprünglich den Basaltgrund eines Ozeanbeckens (Ligurisch-Piemontesischer Urozean der Tethys) des Mesozoikum bildete.
Zur Veranschaulichung der geologischen Besonderheiten des Parks wurden zwei Ophiolitische Rundwanderwege (als Sentiero Ofiolitico im Park ausgeschildert) um den Monte Cantomoro eingerichtet. Ein weiterer Karstwanderweg (Sentiero Carsologico) bei Arzeno führt den Besucher zu den markantesten Karstformationen des Territoriums.
Von größtem geologischen Interesse ist jedoch sicherlich das Gravegliatal mit seinen zahlreichen Felsformationen unterschiedlicher Art und Genese. Die Gesteinsarten umfassen Kalksteine, Jaspis, verschiedene Tonminerale und Sandsteine. Letztere treten als Sedimentgestein oft im Zusammenhang mit Ophiolitgestein auf.
Das Vorkommen verschiedener Manganverbindungen hat in der Vergangenheit zu einer regen Bergwerkstätigkeit geführt. Die wichtigsten Minerale sind Braunit, Reppiait, Tinzenit und Calcit. Die einzige, heute noch fördernde, Manganmine ist die Miniera di Gambatesa. Sie gehört zu den wichtigsten manganfördernden Bergwerken Europas und ist teilweise dem allgemeinen Publikumsverkehr zugänglich gemacht worden.
Eine geomorphologische Besonderheit des Parks ist die Doline di Pian d’Oneto, ein großer Talkessel mit Gras- und Sumpfflächen und einem aktiven Schluckloch.

## Feuchtgebiete

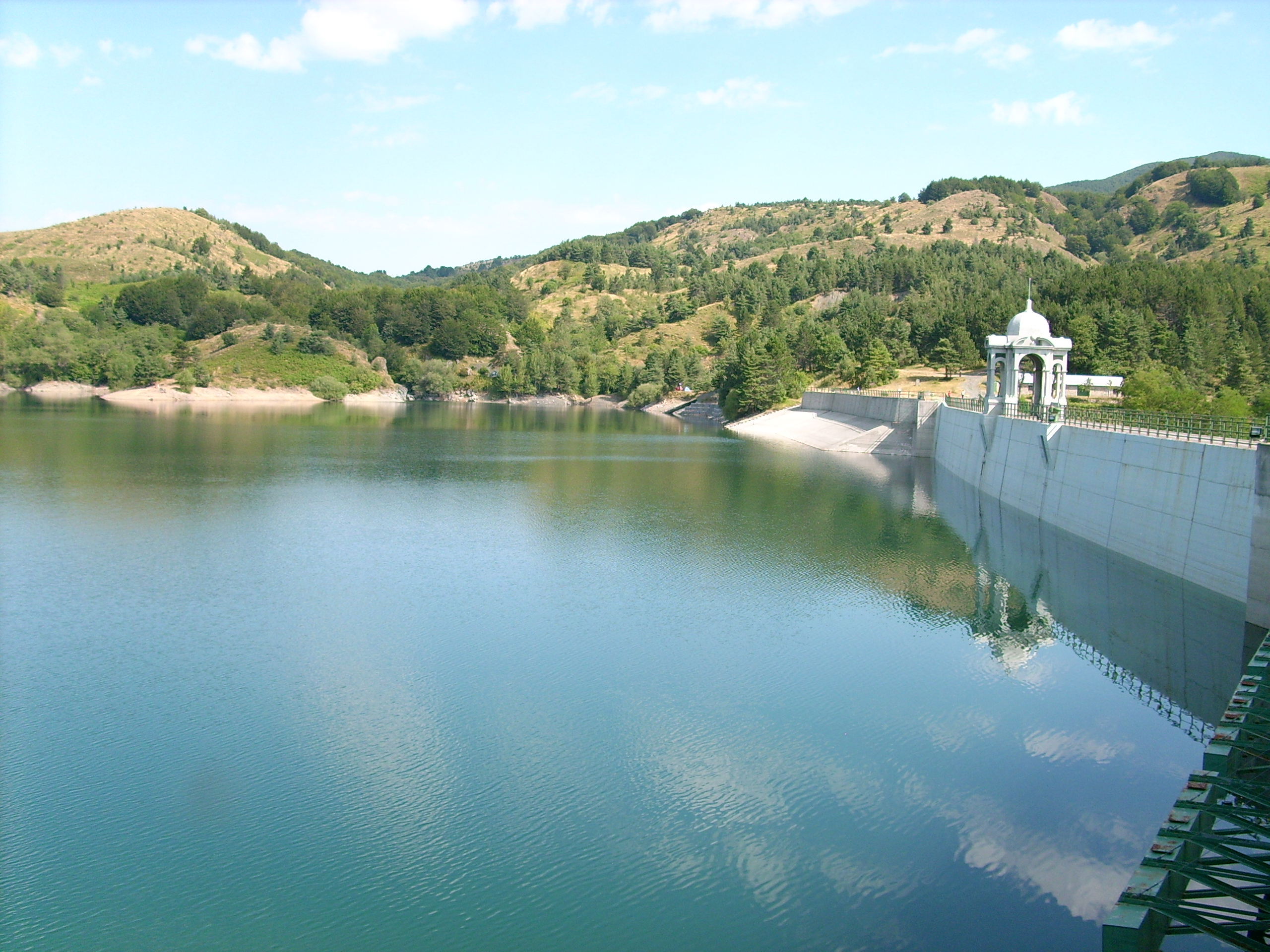
Der künstlich angelegte Lago Giacopiane

Auf dem Gelände des Parks befinden sich viele Feuchtgebiete mit unterschiedlichen Biotopen und Ökosystemen. Wie bereits erwähnt durchfließen zahlreiche Bäche die Täler, deren gute Wasserqualität durch die Präsenz von Dohlenkrebsen indiziert ist. Ein besonderes Merkmal des Parks sind die vielen kleinen Glazialseen, die sich in der Senke zwischen dem Monte degli Abeti und dem Groppo Rosso befinden. Hier hatten vor geraumer Zeit Gletscher Mulden geschaffen, die heute die Feuchtgebiete bilden. Die Bildung der Seen wurde auch von der relativen Impermeabilität der Gesteinsschichten und durch die Dämme bildenden Moränen begünstigt. So konnte sich eine Reihe kleiner Seen bilden, die Lebensraum für Amphibien und Wasserpflanzen bieten und der Anlass für die Einrichtung der Riserva Naturale Orientata delle Agoraie waren.
Ein anderes interessantes Feuchtgebiet ist der Lago di Giacopiane, ein künstlich angelegter See aus den 1920er-Jahren, der der Stromgewinnung dient.

## Sehenswürdigkeiten

### Natur
Zu den Sehenswürdigkeiten, welche die Natur des Parks zu bieten hat, sind die Glazialseen und der Lago di Giacopiane (auch Laghi di Giacopiane) zu zählen. Unter Ersteren ist der Lago delle Lame (deutsch: Klingensee) hervorzuheben, der sich in dem gleichnamigen Wald befindet. Auch der künstlich angelegte Lago di Giacopiane ist von den Wäldern des Parks umgeben.
Der Monte Penna, mit 1735 Metern Höhe der zweithöchste Berg des Parks, fällt durch seine außergewöhnlichen Felsformationen auf. Vom Berggipfel bietet sich eine einzigartige Aussicht über die Po-Ebene bis zu den Alpen in nördlicher und über den Apennin bis zum Ligurischen Meer in südlicher Himmelsrichtung.
Beachtenswert ist zudem der Buchenwald des Monte Zatta, der als einer der schönsten Buchenwälder Liguriens gilt. Der größte Baum des Waldes (genannt Faggio 40) fiel, geschwächt durch starken Pilzbefall, zwar einem Unwetter zum Opfer, doch ist er immer noch in seiner vollen Größe (wenn auch in gefällter Form) zu bewundern.

### Kulturell

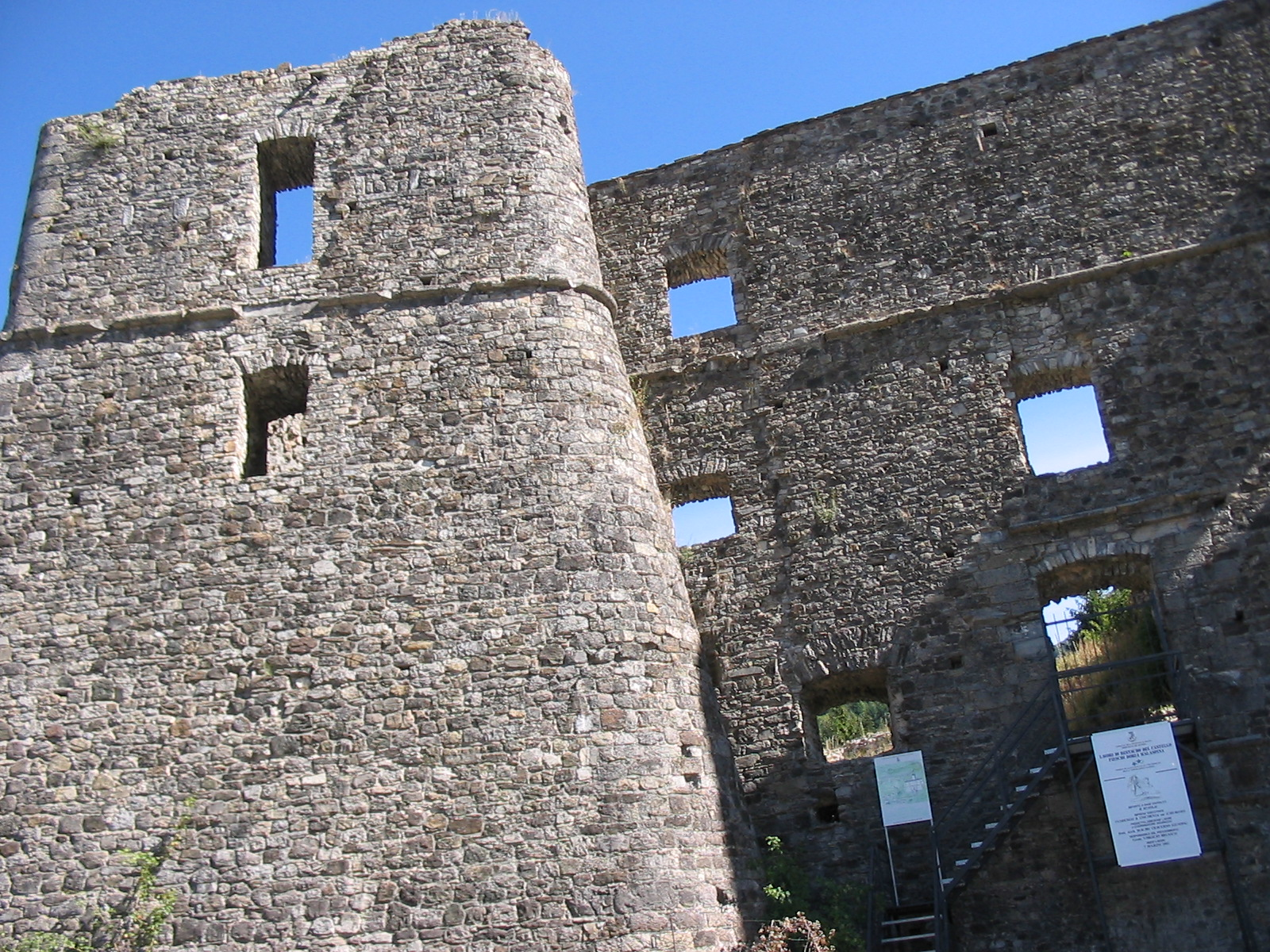
Die Burg von Santo Stefano d'Aveto

Zu den Sehenswürdigkeiten aus der ligurischen Kultur und Geschichte zählt die Abtei von Borzone, die nach einer Inschrift im Jahre 1244 erbaut wurde. Wissenschaftliche Untersuchungen gehen jedoch davon aus, dass sie im 7. Jahrhundert errichtet wurde. Die Abtei liegt in der Kommune Borzonasca und wurde auf einer kleinen Anhöhe erbaut.
Um an den ehemals wichtigen Bergbau im Val Graveglia zu erinnern, wurde ein Projekt zur Wiedererschließung und Restaurierung der zahlreichen Bergwerksstollen des Tals ins Leben gerufen. In Reppia befindet sich zudem ein Mineralienmuseum.
Die Burg von Santo Stefano d’Aveto wurde 1164 von der Adelsfamilie Malaspina zur Überwachung der Po-Ebene erbaut. Sie wurde kürzlich restauriert und kann besichtigt werden.

## Verkehrsanbindung
Die Gemeinden des Parks sind nicht direkt an Autobahnmautstellen, das heißt Autobahnabfahrten, angeschlossen. Der südliche Teil des Naturparks ist jedoch von der Küstenautobahn A12 über die Abfahrten Chiavari (von Genua aus) und Lavagna (von La Spezia aus) zu erreichen. Für das Schienennetz gilt das Gleiche (Bahnhof Chiavari beziehungsweise Lavagna).
Innerhalb des Parkes können folgende Provinzstraßen (Strade Provinciali - S.P.) genutzt werden:
- S.P. 586 (SP 568 della Val d'Aveto)
- S.P. 26 (SP 26 bis del Passo del Bocco)
- S.P. 654 (SP 654 della Val di Nure)
- S.P. 56 (SP 56 di Barbagelata)
- S.P. 23 (SP 23 della Scoglina)

### Wanderwege
Durch den Park verläuft in ost-westlicher Richtung ein Abschnitt der Alta Via dei Monti Liguri (Hochwanderweg der Ligurischen Berge). Daneben gibt es zahlreiche weitere Wanderwege im Naturpark, deren Großteil sich, mit hervorragenden Aussichten, in Ringform um die Berge zieht. Die bekanntesten Rundwege sind die des Monte Bossea, Aiona, Zatta, Ramaceto und Penna.

## Sport und andere Aktivitäten
Der Naturpark bietet außerdem zahlreiche Freizeitmöglichkeiten, wobei die Jagd selbstverständlich verboten ist. Die beliebtesten Sportarten sind:
- Ski (Alpinski, Langlauf und Tourenski auf den höheren Bergen),
- Trekking auf Wanderwegen unterschiedlichen Schwierigkeitsgrads,
- Mountainbiking auf den oben genannten Wegen,
- aber auch Reiten, Bergsteigen, Kanusport, Angeln und Aktivitäten im Rahmen der zahlreichen Höhlen und Grotten.

Der Parkbetreiber bietet zudem einige Lehraktivitäten an. Beispielsweise finden themenspezifische Führungen durch den Park und Kurse zur Umwelterziehung statt. In den Räumlichkeiten der Parkverwaltung in Rezzoaglio befindet sich auch eine Bibliothek mit angeschlossenem Dokumentationszentrum. Dessen Buchbestand umfasst 1000 Sachbuchexemplare zu den Themengebieten Umwelt und Natur. Besondere Schwerpunkte sind: lokale Geschichte und Kultur, Geographie und Geologie, Landwirtschaft und die Flora und Fauna des Naturparks. Eine Abteilung ist speziell jüngeren Parkbesuchern gewidmet. Die Bibliothek ist auf Anfrage allgemein zugänglich.

## Galerie

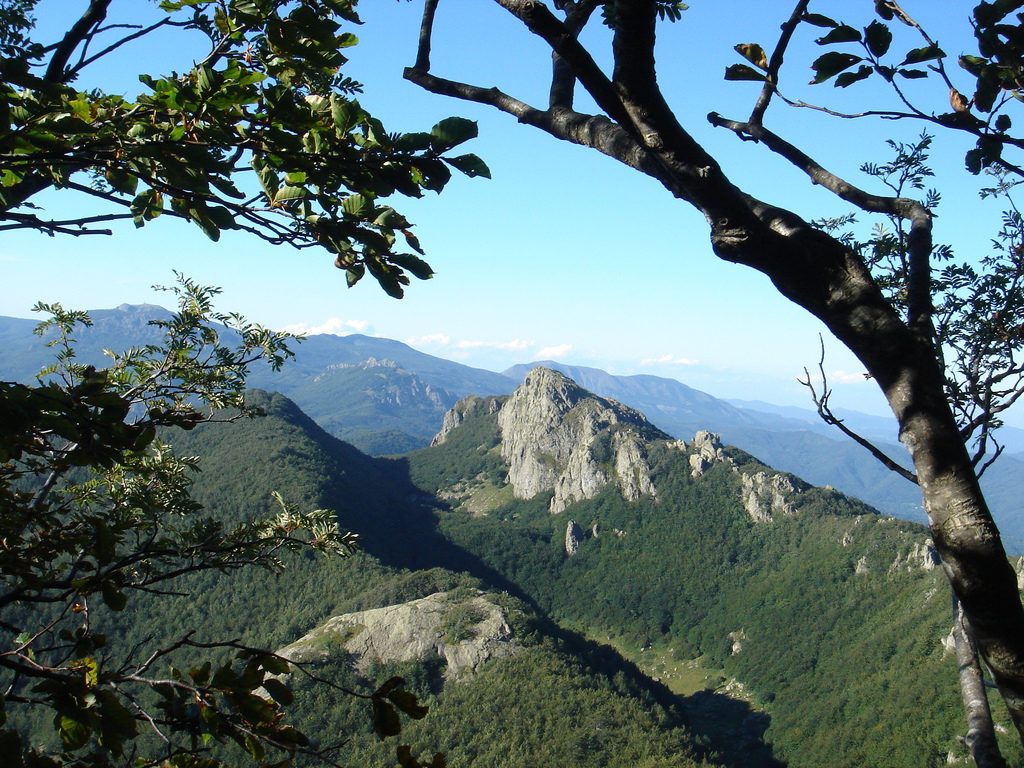
Blick auf den Monte Penna
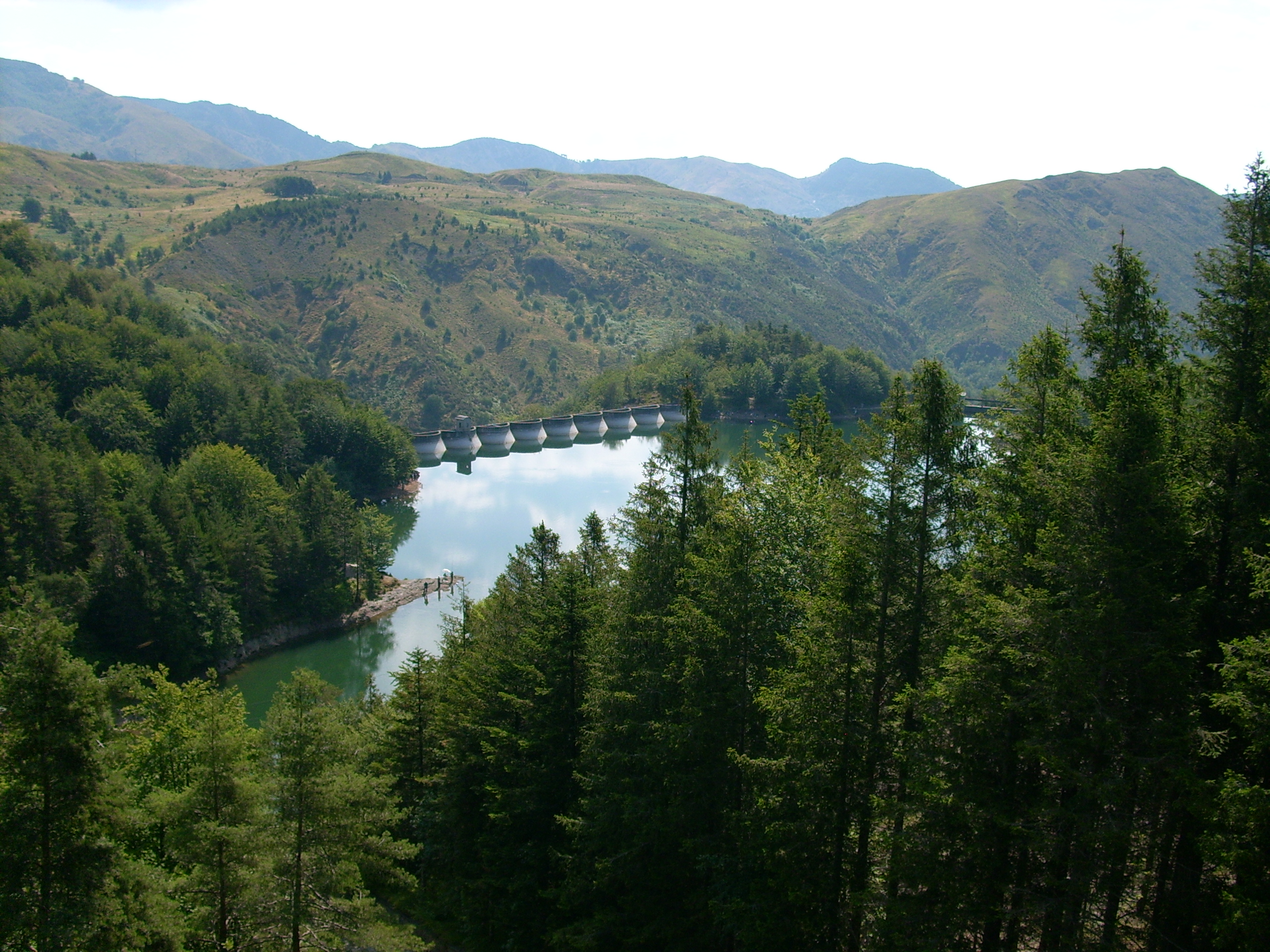
Lago Giacopiane
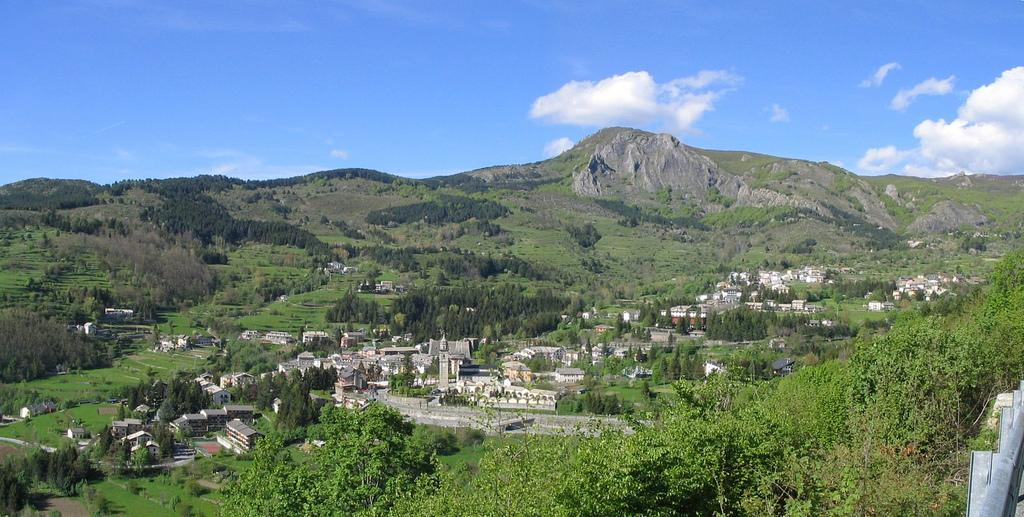
Santo Stefano d’Aveto
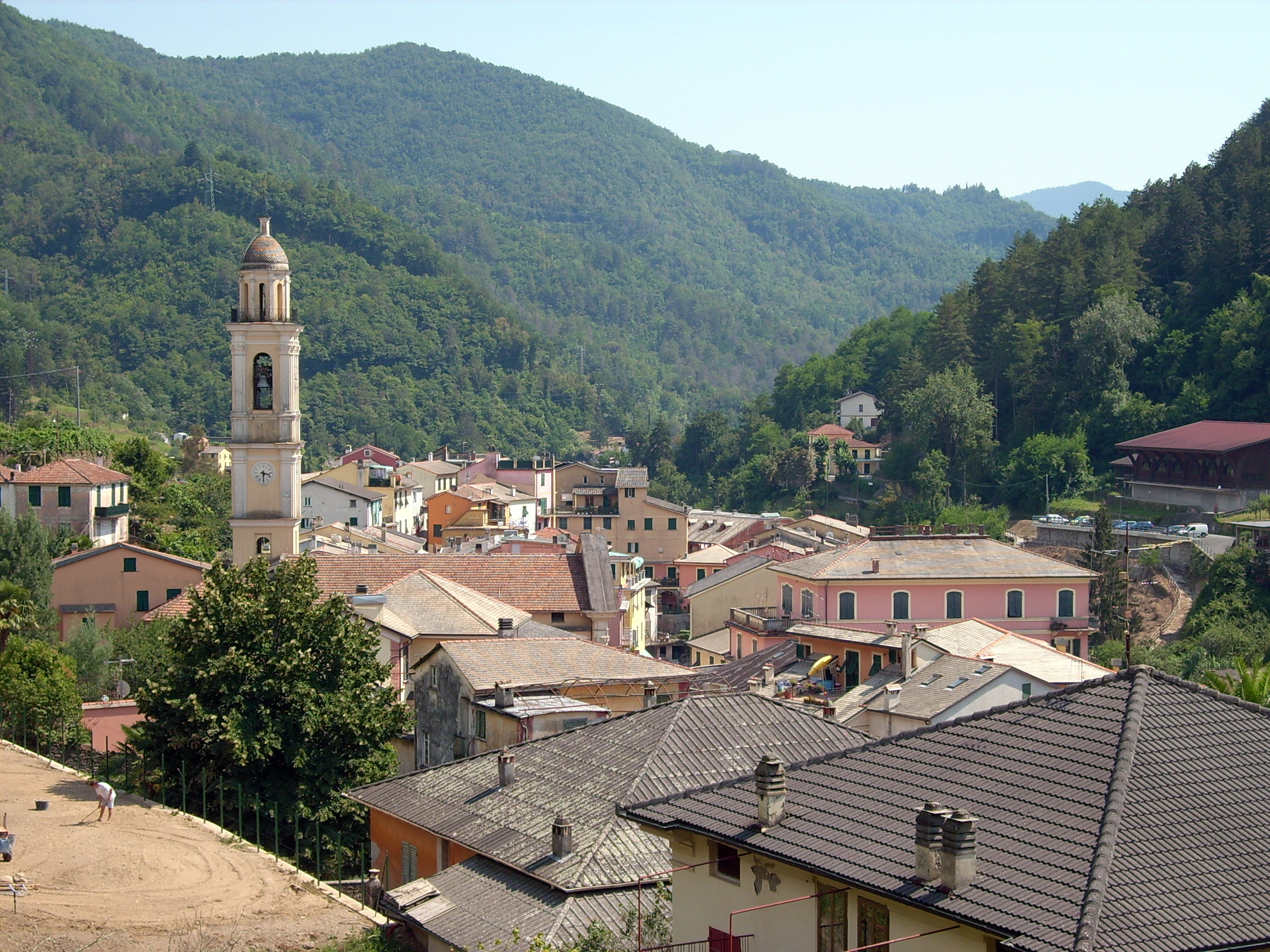
Borzonasca